# Magyarszék
Magyarszék é uma vila da Hungria, situada no condado de Baranya. Tem 13,86 km² de área e sua população em 2019 foi estimada em 952 habitantes.